# Pascal de La Rose
Pour les articles homonymes, voir La Rose.
Pascal de La Rose, né à Toulon en 1665 et mort dans la même ville le 28 janvier 1745, est un peintre français.

## Biographie
Pascal de La Rose est le fils du peintre Jean-Baptiste de La Rose et d'Anne Masure. Il fait son apprentissage auprès de son père et du sculpteur Nicolas Levray. À vingt-deux ans il prend la succession de son père qui vient de mourir comme des travaux de décoration de la Maison Royale. 
En 1688 Pascal de La Rose se marie avec Claire Sicard d'Ollioules. Ils auront trois fils qui exercent tous dans l'art de la peinture et du dessin :
- Jean Baptiste II de La Rose (Toulon 29 décembre 1696 - Toulon 17 mai 1740) qui lui succède à l'arsenal.
- Alexandre (Toulon 18 mai 1698 - Toulon 15 novembre 1785) qui est nommé sous-maître peintre entretenu chargé de l'enseignement des élèves et apprentis peintres du port
- Joseph Antoine (Toulon 26 juillet 1701 - Toulon 12 août 1771) qui est nommé maître à dessiner des élèves de la Marine[1].

Pascal de La Rose meurt le 28 janvier 1745. C'est dans sa maison familiale située place Saint-Pierre que deux de ses fils Alexandre et Joseph Antoine recevront Joseph Vernet au cours de son séjour à Toulon en 1754.

## Œuvres dans les collections publiques

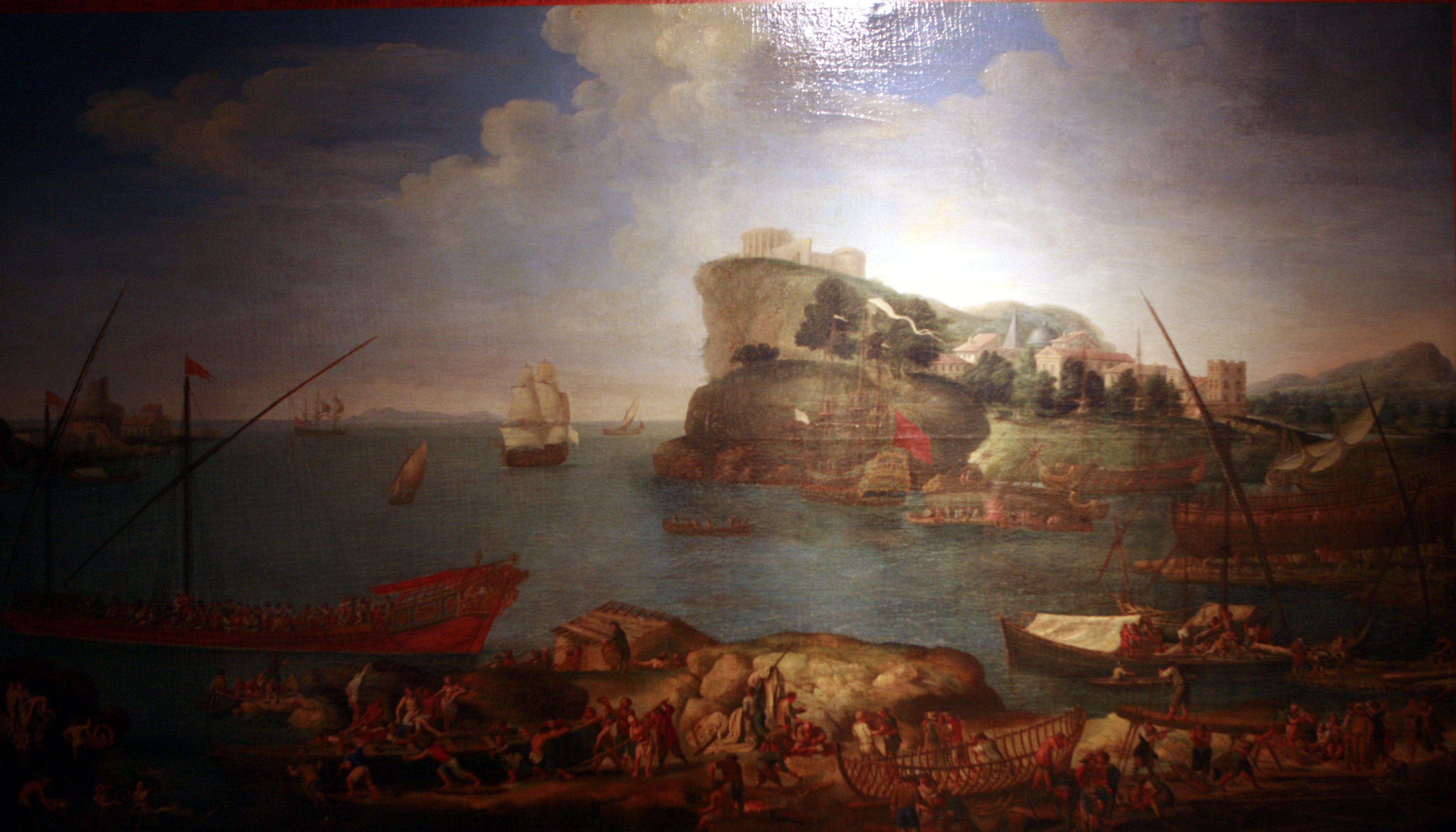
Chantier de constructions navales, musée d'art de Toulon

On ne connait que deux œuvres de Pascal de La Rose qui se trouvent dans les musées suivants :
- Marseille,  musée des beaux-arts,  La Galère royale, huile sur toile, 73 × 100 cm[3].
- Toulon,  musée d'art,  Chantier de Constructions navales, 1708, huile sur toile, 180 × 300 cm[2].